# カスティリオーネ・デル・ラーゴ
カスティリオーネ・デル・ラーゴ（伊: Castiglione del Lago）は、イタリア共和国ウンブリア州ペルージャ県にある、人口約15,000人の基礎自治体（コムーネ）。

## 地理

### 位置・広がり
ペルージャ県北西部、トラジメーノ湖のほとりに位置するコムーネ。

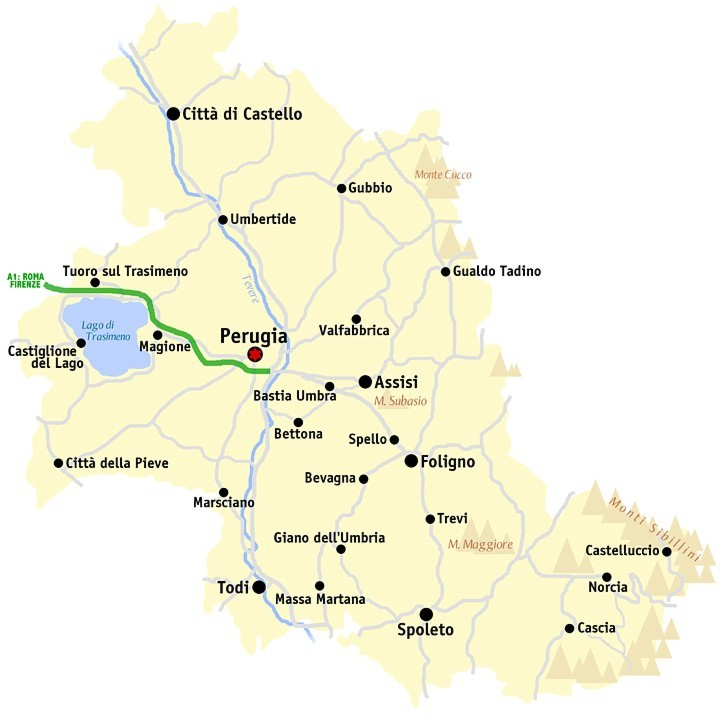
ペルージャ県概略図

#### 隣接コムーネ
隣接するコムーネは以下の通り。括弧内のSIはシエーナ県、ARはアレッツォ県所属を示す。
- キウージ (SI)
- チッタ・デッラ・ピエーヴェ
- コルトーナ (AR)
- マジョーネ
- モンテプルチャーノ (SI)
- パチャーノ
- パニカーレ
- パッシニャーノ・スル・トラジメーノ
- トゥオーロ・スル・トラジメーノ

### 気候分類・地震分類
カスティリオーネ・デル・ラーゴにおけるイタリアの気候分類 (it) および度日は、zona D, 2099 GGである。
また、イタリアの地震リスク階級 (it) では、zona 2 (sismicità media) に分類される。

## 行政

### 分離集落
カスティリオーネ・デル・ラーゴには以下の分離集落（フラツィオーネ）がある。
- Badia, Casamaggiore, Gioiella, Macchie, Panicarola, Petrignano del Lago, Piana, Porto, Pozzuolo Umbro, Sanfatucchio, Vaiano, Villastrada

## 姉妹都市
- トラップ、フランス - 1971年
- Kopřivnice、チェコ - 1997年
- レンパーラ（フィンランド語版）、フィンランド - 2005年

## 文化・観光
「イタリアの最も美しい村」クラブ加盟コムーネである。